# Chloronia bogotana
Chloronia bogotana är en insektsart som beskrevs av Van der Weele 1909. Chloronia bogotana ingår i släktet Chloronia och familjen Corydalidae. Inga underarter finns listade i Catalogue of Life.